# Vetenskapsåret 1954

## Händelser

### Astronomi
- 30 juni - En total solförmörkelse inträffade över södra och mellersta Sverige och förloppet beskådas av hundratusentals människor genom sotade glasbitar [1]. I Sverige är det bara idealväder på Gotland [2], och förmörkelsen vara i 151 sekunder. Nästa gång i Sverige blir år 2126.

### Biologi
- 10 januari - Den sista bekräftade kaspiska tigern dödas, i dalen vid Sumbarfloden i Kopet Dag-bergen i Turkmeniska SSR.[3]
- Okänt datum - Eduard Paul Tratz och Heinz Heck föreslår artnamnet Bonobo på vad som tidigare varit känt som "pygméschimpans".[4]

### Fysik
- 1 juni - Det första kärnkraftverket startar i Obninsk.
- 13 juli  - R1 Sveriges första reaktorn blev kritisk.
- September - CERN grundas av 12 europeiska stater.[5]

### Medicin
- 23 december - Joseph Murray vid Peter Bent Brigham Hospital i Boston genomför den första framgångsrika njurtransplantationen, detta på två enäggstvillingar.[6]

### Teknik
- 7 mars - Första test Gotlandslänken,[7] Västervik-Ygne, 96 km, världens första kommersiella överföring av Högspänd likström (HVDC). Officiell invigning 1956.
- 17 maj - En veckas provsändningar med television inleds från Tekniska högskolan i Stockholm.

## Pristagare
- Brinellmedaljen: John Chipman
- Copleymedaljen: Edmund Whittaker
- Darwinmedaljen: Edmund Brisco Ford
- Fieldsmedaljen: Kunihiko Kodaira och Jean-Pierre Serre
- Nobelpriset: [8]
  - Fysik: Max Born, Walther Bothe
  - Kemi: Linus Pauling
  - Fysiologi/Medicin: John F. Enders, Thomas H. Weller, Frederick C. Robbins
- Wollastonmedaljen: Leonard Johnston Wills [9]

## Födda
- 9 juni – John Hagelin, amerikansk kvantfysiker.
- Okänt datum – Mathias Uhlén, svensk kemist och mikrobiolog.

## Avlidna
- 7 mars – Otto Diels, tysk kemist, nobelpristagare.
- 28 november – Enrico Fermi, italiensk fysiker, nobelpristagare.

### Fotnoter
1. ↑  20:e århundrades När Var Hur - 1977, Bernt Himmelstedt, Forum, 1999
2. ↑  Sverige 1900-talet – 1954, NE, Bra Böcker, 2000
3. ↑  Dement'yev and Rustamov (1985). The Red Data Book of Turkmenistan. Ashgabat: Turkmenistan Publishing House
4. ↑   Tree of Origin: What Primate Behavior Can Tell Us About Human Social Evolution. Cambridge, Mass: Harvard University Press. 2002. sid. 51. ISBN 0674004604
5. ↑  ”1954: foundations for European science”. CERN. 2008. Arkiverad från originalet den 10 februari 2013. https://web.archive.org/web/20130210142317/http://public.web.cern.ch/public/en/About/History54-en.html. Läst 28 februari 2011.
6. ↑  ”Donor Of First Successful Organ Transplant Dies 56 Years Later”. The Huffington Post. 29 december 2010. http://www.huffingtonpost.com/2010/12/29/donor-in-1st-successful-t_n_802379.html. Läst 15 mars 2011.
7. ↑   Vattenfalls del i Gotlands elutveckling, Vattenfall s 5 /web.archive.org (läst 16 juni 2025)
8. ↑  ”Nobelpriset”. http://nobelprize.org/nobel_prizes/lists/all/index.html. Läst 10 april 2011.
9. ↑  ”Geological Society”. Arkiverad från originalet den 5 juni 2011. https://web.archive.org/web/20110605102217/http://www.geolsoc.org.uk/gsl/society/history/page750.html. Läst 14 april 2011.